# Балтабаев, Шарофиддин Пулатович
Шарофиддин Пулатович Балтабаев (узб. Sharofiddin Po'latovich Boltaboyev; род. 19 ноября 1995) — узбекский дзюдоист, выступающий в весовой категории до 81 килограмма. Участник Олимпийских игр.

## Биография
Шарофиддин Балтабаев родился 19 ноября 1995 года в городе Мангите Амударьинского района.Отец Пулат Рахимов служил рядовым милиционером в органах МВД.Мать домохозяйка.До седьмого класса учился школе №1 города Мангита.После седьмого класса перешёл в Чирчикский коллеж олимпийский резервов..

## Карьера
На юниорском чемпионате мира 2014 года Шарофиддин Балтабаев занял пятое место. В следующем году в Варшаве на турнире European Open узбекский спортсмен завоевал бронзу. На чемпионате Азии 2015 года среди взрослых в Кувейте Балтабаев стал вторым.
В 2016—2017 годах участвовал на различных турнирах, завоевав бронзовые медали на Гран-при в Ташкенте и на European Open в Праге.
На Азиатских играх 2018 года в Джакарте Шарофиддин Балтабаев добрался до стадии четвертьфиналов, где уступил, после чего также проиграл и в утешительном полуфинале, заняв седьмое итоговое место.
В 2019 году Балтабаев стал пятым на Гран-при в Марракеше и вторым на Азиатско-Тихоокеанском чемпионате. Летом участвовал на чемпионате мира в Токио, где сумел добраться до четвертьфиналов и занял итоговое седьмое место. На Гран-при в Ташкенте спустя месяц завоевал золото, а в начале 2020 года стал также вторым на турнире Большого шлема в Париже.
Большинство соревнований были отменены из-за пандемии коронавируса, и в 2021 году Балтабаев принял участие на «Мастерс» в Дохе. В феврале узбекский дзюдоист выиграл турнир Большого шлема в Тель-Авиве и стал вторым на Гран-при в Ташкенте в начале марта. На чемпионате Азии и Океании завоевал бронзу, а на взрослом чемпионате мира в Будапеште финишировал на пятом месте.
Вошёл в состав сборной Узбекистана на Олимпийские игры в Токио. В первых двух поединках Балтабаев победил Юго Кумбо из Вануату и Ивайло Иванова из Болгарии, а затем уступил австрийцу Шамилю Борчашвили, попал в утешительный полуфинал на грузина Тато Григалашвили и проиграл, заняв седьмое место.